# قلعه هلاکوخان
قلعه هلاکوخان، یکی از قلعه‌های تاریخی استان آذربایجان شرقی است که در شهرستان اسکو، بخش ایلخچی، دهستان جزیره، روستای آق‌گنبد واقع شده‌است. قلعه هلاکوخان همچنین به قلعه «حسین بیگ جان» نیز معروف است.
این قلعه یکی از قلعه‌های تابستانی هلاکوخان مغول بوده‌است. مصالح آن خشت و گل خام می‌باشد. پوشش بنا به لحاظ شکل و فاصله جرزها از چوب بوده‌است. تکه‌هایی از دیوار قلعه، قسمتی از فضای سرپوشیده پایه‌های یکی از برج‌های نگهبانی و غیره از این مجموعه به جای مانده‌است. این قلعه از آثار باستانی زمان مغول می باشد .